# 10955 Harig
10955 Harig este un asteroid din centura principală de asteroizi.

## Descriere
10955 Harig este un asteroid din centura principală de asteroizi. A fost descoperit pe 22 octombrie 1960 la Observatorul Palomar de Cornelis Johannes van Houten, Ingrid van Houten-Groeneveld și Tom Gehrels. Asteroidul prezintă o orbită caracterizată de o semiaxă mare de 2,72 ua, o excentricitate de 0,02 și o înclinație de 5,2° în raport cu ecliptica.